# تابع گرین

تابع گرین

تابع گرین به انگلیسی ( Green's function ) مفهومی است که اولین بار در دهه ۱۸۳۰ توسط جرج گرین ریاضی دان انگلیسی مطرح شد. به‌طور کلی تابع گرین هسته انتگرال است که برای حل معادلات دیفرانسیل از جمله معادلات دیفرانسیل معمولی با شرایط اولیه یا مرزی و هم چنین مسائل دشوارتر مانند معادلات دیفرانسیل با مشتقات جزئی غیرهمگن با شرایط مرزی مورد استفاده قرار میگیرد.

به‌طور دقیق فرض کنید عملگر دیفرانسیلی خطیL=L(x) که روی مجموعه ای از توزیع ها روی {\displaystyle D\subseteq {R^{n}}} عمل میکند داده شده است.یک تابع گرین در نقطه s ∈ Dمتناظر با عملگر L ، هر جواب معادله زیر است:

{\displaystyle LG(x,s)=\delta (x-s)}

که {\displaystyle \delta } تابع دلتای دیراک است.در واقع G تابعی است که با اثر کردن عملگر دیفرانسیلی L روی آن تابع دلتای دیراک حاصل می شود.
با ضرب طرفین این رابطه در f(s) و انتگرال گیری خواهیم داشت:
{\displaystyle \int LG(x,s)f(s)ds=\int \delta (x-s)f(s)ds}

با استفاده از خواص تابع دلتای دیراک میدانیم عبارت سمت راست رابطه فوق برابر f(x) است، از طرفی چون عملگر L خطی است و فقط روی x اثر میکند عبارت سمت چپ رابطه فوق را میتوانیم به صورت زیر بنویسیم:
{\displaystyle L=(\int G(x,s)f(s)ds)}
این روند برای حل معادلات دیفرانسیل زیر که u=u(x) بسیار مفید است:
{\displaystyle Lu(x)=f(x)}
⇒
{\displaystyle Lu(x)=L(\int G(x,s)f(s)dx)}
{\displaystyle u(x)=\int G(x,s)f(s)ds}

## خواص تابع گرین در بعد یک
- شرط پیوستگی

تابع گرین مسئله اشتورم- لیوویل هموار پیوسته است یعنی: 
{\displaystyle [G(x,s)]_{x=s^{-}}^{x=s^{+}}=0}
⇒
{\displaystyle G(x,s^{-})=G(x,s^{+})}
- شرط پرش:

{\displaystyle [{\frac {\mathrm {d} }{\mathrm {dx} }}G(x,s)]_{x=s^{-}}^{x=s^{+}}={\frac {\mathrm {1} }{\mathrm {p(s)} }}}
به کمک این خواص میتوان تابع گرین مربوط به یک مسئله اشتورم- لیوویل هموار را مشخص کرد.

## تابع گرین دو بعدی و سه بعدی
اگر در بعد دو و سه دامنه مورد نظر ناحیه D باشد آنگاه شرایط مرزی روی مرز D یعنی {\displaystyle \partial D}تعریف میشود.

فرض میکنیم D کراندار باشد:
مشابه قسمت یک بعدی میتوانیم تابع گرین دو بعدی را نیز به صورت زیر تعریف کنیم:
{\displaystyle {\nabla }^{2}G(x,s)=\delta (x-s)}

با شرایط مرزی 
{\displaystyle aG(x,s)+bn.{\nabla }_{x}G(x,s)=0}
که {\displaystyle \nabla } تابع گرادیان است.
برای تعیین تابع گرین ، گرادیان را حول نقاطی بررسی میکنیم که به s نزدیک اند:
{\displaystyle x=s+r}
{\displaystyle r={\begin{cases}r(cos\theta ,sin\theta ),&in2D,\\r(cos\theta sin\varphi ,sin\theta sin\varphi ,cos\varphi ),&in3D.\end{cases}}}
که {\displaystyle 0\leq \theta \leq 2\pi }
و {\displaystyle 0\leq \varphi \leq \pi }

{\displaystyle S_{\beta }} رادایره ای به شعاع {\displaystyle \beta } در نظر میگیریم:
{\displaystyle S_{\beta }=}{{\displaystyle {x:|x-s|=r\leq \beta }}}
{\displaystyle {x:|x-s|=r\leq \beta }}
{\displaystyle {\nabla }^{2}G(x,s)=\delta (x,s)}
{\displaystyle \int _{S_{\beta }}{\nabla }^{2}G(x,s)dx=\int _{S_{\beta }}\delta (x,s)dx}
طبق خاصیت تابع دلتای دیراک عبارت سمت راست رابطه فوق برابر یک است،از طرفی با توجه به قضیه دیورژانس خواهیم داشت :
{\displaystyle \int _{\partial S_{\beta }}\delta (x,s).ndl=1}
⇒
{\displaystyle \int _{\partial S_{\beta }}{\frac {\mathrm {\partial G} }{\mathrm {\partial n} }}(x,s)dl=1}
که {\displaystyle n=e_{r}} بردار یکه در راستای شعاع و {\displaystyle dl=rd\theta } است .لذا داریم :
{\displaystyle \lim _{\epsilon \to 0}\int _{0}^{2\pi }{{\frac {\mathrm {\partial G} }{\mathrm {\partial r} }}r|_{r=\epsilon }d\theta =1}}
با محاسبه انتگرال فوق تابع گرین بدست خواهد آمد که به فرم زیر است :
{\displaystyle G(x,s)={\frac {\mathrm {1} }{\mathrm {2\pi } }}ln|x-s|}
با تکرار همین روند برای حالت سه بعدی داریم : {\displaystyle n=e_{r}} , {\displaystyle ds=r^{2}sin(\varphi )d\theta } :
{\displaystyle \lim _{\epsilon \to 0}\int _{0}^{\pi }\int _{0}^{2\pi }{{\frac {\mathrm {\partial G} }{\mathrm {\partial r} }}r^{2}|_{r=\epsilon }sin\varphi d\theta d\varphi =1}}
با محاسبه عبارت فوق تابع گرین سه بعدی در ناحیه بی کران به فرم زیر خواهد شد :
{\displaystyle G(x,s)={\frac {\mathrm {-1} }{\mathrm {4\pi |x-s|} }}}

## روش تعیین پاسخ صریح برای تابع گرین
1.تعیین دو جواب مستقل خطی از معادله همگن به نام {\displaystyle u_{R}(x),u_{L}(x)} به‌طوری که {\displaystyle u_{L}(x)} در شرط مرزی مربوط به نقطه a و
{\displaystyle u_{R}(x)} هم در شرط مرزی همگن مربوط به نقطه b صدق کند.

2.تابع گرین را به فرم زیر بنویسید ;
{\displaystyle G(x,s)={\begin{cases}c_{L}(s)u_{L}(x),&a\leq x\leq s,\\c_{R}(s)u_{R}(x),&s\leq x\leq L.\end{cases}}}
3.شرط پیوستگی
G(x,s)را در x=s اعمال کنید;
{\displaystyle c_{L}(s)u_{L}(s)=c_{R}(s)u_{R}(s)}
4.شرط پرش {\displaystyle {\frac {\mathrm {d} }{\mathrm {dx} }}G(x,s)}
را در x=s اعمال کنید;
{\displaystyle c_{R}(s){\frac {\mathrm {du_{R}} }{\mathrm {dx} }}(s)-c_{L}(s){\frac {\mathrm {du_{L}} }{\mathrm {dx} }}(s)={\frac {\mathrm {1} }{\mathrm {p(s)} }}}
5.با حل روابط در مرحله 3و 4 مقادیر {\displaystyle c_{L}(s),c_{R}(s)} بدست خواهند آمد که به صورت زیر اند;
{\displaystyle c_{L}(s)={\frac {\mathrm {u_{R}(s)} }{\mathrm {p(s)W(s)} }}} , {\displaystyle c_{R}(s)={\frac {\mathrm {u_{L}(s)} }{\mathrm {p(s)W(s)} }}}
که W(s) رونسکین جواب های معادله همگن در نقطه s است.

## مثال
معادله مستقل از زمان گرما را در نظر بگیرید.
{\displaystyle {\frac {\mathrm {d^{2}u(x)} }{\mathrm {d} x^{2}}}=f(x)}

با شرایط مرزی {\displaystyle u(0)=u(L)=0}.ما جواب این مسئله را میتوانیم به فرم زیر بنویسیم:
{\displaystyle \int _{0}^{L}f(s)G(x,s)ds}

که تابع گرین در رابطه زیر صدق میکند:
{\displaystyle {\frac {\mathrm {d^{2}G(x,s)} }{\mathrm {d} x^{2}}}=\delta (x-s)}

با شرایط مرزی {\displaystyle G(0,s)=0=G(L,s)}. حال با توجه به تعریف تابع دلتای دیراک در {\displaystyle x=s} داریم:
{\displaystyle G(x,s)={\begin{cases}a+bx,&x<s,\\c+dx,&s<x.\end{cases}}}

با اعمال شرایط مرزی مسئله خواهییم داشت {\displaystyle a=c=0} و تابع گرین به فرم زیر خواهد شد:
{\displaystyle G(x,s)={\begin{cases}bx,&x<s,\\d(x-L),&s<x.\end{cases}}}

با توجه به خاصیت پیوستگی تابع G در نقطه {\displaystyle x=s} داریم:
{\displaystyle bs=d(s-L)}
همچنین با شرط پرش روی مشتق در نقطه ی {\displaystyle x=s} داریم: {\displaystyle d-b=1}

با حل دستگاه مقادیر b,d بدست خواهند آمد;{\displaystyle b={\frac {\mathrm {(s-L)} }{\mathrm {L} }}} و {\displaystyle d={\frac {\mathrm {s} }{\mathrm {L} }}}

با جایگذاری مقادیر {\displaystyle b}و {\displaystyle d} در معادله داریم :
{\displaystyle G(x,s)={\begin{cases}{\frac {\mathrm {x} }{\mathrm {L} }}(s-L),&0\leq x\leq s,\\{\frac {\mathrm {s} }{\mathrm {L} }}(x-L),&s\leq x\leq L.\end{cases}}}